# Dèspota
Dèspota (en grec: δεσπότης, despotis, femení: δέσποινα, déspina, en búlgar i serbi деспот, despot, femení: деспотица, despotina) és un títol romà d'Orient que també s'atorgava a l'Imperi Llatí, Imperi Búlgar, Imperi Serbi, i Imperi de Trebisonda. El terme original en grec despotēs volia dir senzillament senyor i era el sinònim de kírios. Com l'equivalent del títol llatí dominus, el terme despotēs es feia servir per referir-se a l'Emperador romà, ocasionalment utilitzat a llocs formals, com per exemple, monedes.
El títol despotēs s'atorgava a membres de la casa imperial. Aquesta tradició va començar amb el futur rei Béla III d'Hongria, com el futur gendre i hereu de l'emperador romà d'Orient, Manuel I Comnè l'any 1163. Segons Gyula Moravcsik, el títol va ser una simple traducció del títol hongarès de Béla "úr", però altres historiadors creuen que ve del títol romà dominus.
La majoria dels despotēs foren els fills petits o els gendres d'emperadors romans d'Orient, que tenien per costum proclamar als seus fills grans com a coemperadors (symbasileus). El títol despotēs va ser un títol cortesà sense funcions ni poders militars ni administratius específics, malgrat que gaudien de la posició honorífica més alta després de l'emperador.
Després de la Quarta Croada, el títol va passar a ser utilitzat en els estats que succeïren l'Imperi Romà d'Orient, i l'atorgava qualsevol monarca que tingués títol imperial, inclosos els emperadors de l'Imperi Llatí i l'Imperi de Trebisonda, o tsars de l'Imperi Búlgar o l'Imperi Serbi. El títol despotēs també el podia atorgar un emperador a un estranger noble per enllaços familiars o per serveis prestats. A l'Imperi de Trebisonda, el títol s'atorgava als hereus del tron, a diferència de tots els altres.

## Insígnies
Els despotēs romans d'Orient feien servir roba especial que s'assemblaven molt a les vestimentes de l'emperador romà d'Orient: 
- Corona mural (amb quatre merlets per fills imperials, i un per gendres imperials).
- túnica vermella o de color porpra, normalment decorada amb les àligues imperials.
- Botes de color vermell o porpra.

A Sèrbia i Bulgària, les insígnies es canviaven segons les preferències locals.

## Despotats
Després de la Quarta Croada, certs dèspotes es van associar amb uns territoris en particular, com per exemple:
- Despotat de l'Epir
- Despotat de Morea
- Despotat de Sèrbia

És important subratllar que el terme dèspota utilitzat per aquests territoris no és el més exacte, donat que el títol de despotēs no va ser hereditari ni intrínsec respecte a jurisdicció de cap territori en especial. Segons això, l'ús apropiat seria dèspotes a Morea i no dèspotes de Morea. Per exemple, el fet que tots els dèspotes de Morea van ser de la mateixa família, fou gràcies al fet que els emperadors sempre atorgaven aquest títol als seus fills petits, que es convertien en governadors d'aquell territori en particular. Els governadors de l'Epir i de Sèrbia duien el títol de dèspotes, no per dret hereditari, si no per l'atorgament d'emperadors successius.
Després de la mort de Constantí XI, darrer emperador romà d'Orient, el 29 de maig de 1453, la proclamació de dèspotes esdevingué irregular. El papa Pau II va atorgar aquest títol a Andreu Paleòleg, hereu del tron romà d'Orient i dèspota de Morea, el 1465 i el rei d'Hongria als hereus del Despotat de Sèrbia.